# Vassil Jdànov
Vassil Ivànovitx Jdànov (en ucraïnès: Василь Іванович Жданов) o Vassili Ivànovitx Jdànov (rus: Василий Иванович Жданов), (Khàrkiv, 1 de desembre de 1963) va ser un ciclista ucraïnès que també va competir per la Unió Soviètica. Com amateur va guanyar el Campionat del Món en contrarellotge per equips de 1985.

## Palmarès
- 1983
  - 1r al Memorial Coronel Skopenko
- 1984
  - Vencedor de 2 etapes a la Milk Race
- 1985
  -  Campió del món en contrarellotge per equips (amb Oleksandr Zinòviev, Igor Sumnikov i Víktor Klímov)
  - Vencedor d'una etapa a la Volta a la Baixa Saxònia
- 1986
  -  Campió de la Unió Soviètica en ruta
  - 1r al Tour de l'URSS
  - Vencedor d'una etapa a la Cursa de la Pau
- 1987
  -  Campió de la Unió Soviètica en ruta
  -  Campió de la Unió Soviètica en parelles (amb Víktor Klímov)
  - Vencedor d'una etapa a la Cursa de la Pau
  - Vencedor d'una etapa a la Volta a Àustria
  - Vencedor de 2 etapes al Giro de les Regions
  - Vencedor de 2 etapes a la Volta a Sotxi
- 1988
  -  Campió de la Unió Soviètica en ruta
  -  Campió de la Unió Soviètica en parelles (amb Ígor Sumnikov)
  - 1r a la Milk Race i vencedor de 2 etapes

### Resultats a la Volta a Espanya
- 1989. 99è de la classificació general
- 1991. 88è de la classificació general

### Resultats al Giro d'Itàlia
- 1989. 80è de la classificació general

### Resultats al Tour de França
- 1990. 148è de la classificació general
- 1991. 121è de la classificació general